# 高野修嗣
高野 修嗣（たかの なおつぐ、1968年 - ）日本の建築家、有限会社TKデザインフォース一級建築士事務所代表。東京都生まれ。

## 経歴
1994年、武蔵野美術大学造形学部建築学科を卒業後、1994年～1996年にかけて信設計事務所に勤務。1996年～2000年にかけて、竹山実建築綜合研究所に勤務。2000年にティーケーデザインフォース一級建築士事務所を開設。
「TOKYO INTERNATIONAL AIRPORT HANEDA ACCESS TUNNEL」羽田空港アクセス道路でGOOD DESIGN 2005、LANDSCAPE LIGHTING AWARD 2005 入賞。
その他の作品に新交通システム日暮里舎人線-標準駅・駅舎、株式会社TOO本社リノベーション、hair salon amitie（東京都文京区）などがある。